# Lanfranco Albertelli
Lanfranco Albertelli (Molare, 23 giugno 1926 – Collonge-Bellerive, 19 novembre 2001) è stato un calciatore e allenatore di calcio italiano, di ruolo attaccante.

## Carriera
Giocò in più riprese nell'Alessandria, disputando tre campionati di Serie A, arrivando con la squadra a raggiungere il 12º posto in classifica.
Una volta conclusa la carriera da calciatore, allena l'Imperia, nella stagione 1967-1968, venendo sollevato dall'incarico dopo nove giornate.